# 边学文
边学文（1972年12月—），男，汉族，天津人，中华人民共和国政治人物，中国共产党第二十届中央纪律检查委员会委员，曾任中央纪委国家监委案件审理室主任。现任黑龙江省委常委、纪委书记